# Tracąc to
Tracąc to (ang. Losin' It) – amerykański młodzieżowy film komediowy z 1983 roku w reżyserii Curtisa Hansona.

## Fabuła
Akcja filmu toczy się w 1965 roku. Czwórka przyjaciół ze szkoły, Woody, Dave, Spider, Wendell, wybiera się w podróż do Tijuany w Meksyku. Po drodze spotyka ich wiele niespodzianek i wplątują się w różne tarapaty.

## Obsada
- Tom Cruise – Woody
- Jackie Earle Haley – Dave
- John Stockwell – Spider
- John P. Navin Jr. – Wendell
- Shelley Long – Kathy
- Henry Darrow – Szeryf
- Hector Elias – Chuey
- Daniel Faraldo – Taksówkarz
- Mario Marcelino – Pablo
- Kale Browne – Larry